# Стефані Немцова
Стефані Немцова (англ. Stephanie Nemtsova; нар. 15 квітня 1995) — колишня американська тенісистка.
Найвищу одиночну позицію світового рейтингу — 946 місце досягла 9 квітня 2018, парну — 622 місце — 20 серпня 2017 року.
Здобула 2 парні титули туру ITF.

## Фінали ITF

### Парний розряд: 4 (2–2)
| Легенда          |
| ---------------- |
| турніри $100,000 |
| турніри $80,000  |
| турніри $60,000  |
| турніри $25,000  |
| турніри $15,000  |

| Результат | Ранг | Дата           | Турнір                         | Покриття | Партнерка               | Суперниці                                | Рахунок     |
| --------- | ---- | -------------- | ------------------------------ | -------- | ----------------------- | ---------------------------------------- | ----------- |
| Поразка   | 1.   | 9 грудня 2016  | ITF Ла-Пас, Болівія            | Ґрунт    | Таїса Грана Педретті    | Вікторія Босіо Вікторія Родрігес         | 6–7(2), 4–6 |
| Перемога  | 1.   | 2 червня 2017  | ITF Вілья дель Діке, Аргентина | Ґрунт    | Лара Ескауріса          | Квінн Глісон Мара Шмідт                  | 6–2, 6–3    |
| Поразка   | 2.   | 10 грудня 2017 | ITF Гуаякіль, Еквадор          | Тверде   | Доменіке Шефер          | Марія Хосе Портільйо Рамірес Софія Соїнґ | 5–7, 2–6    |
| Перемога  | 2.   | 10 серпня 2018 | ITF Санта-Текла, Сальвадор     | Тверде   | Андреа Рене Вільярреаль | Владиця Вабич Моніка Робінсон            | 6–1, 7–6(4) |